# Francisco Silva (football, 1986)
Pour les articles homonymes, voir Francisco Silva.
Francisco Andrés Silva Gajardo est un footballeur international chilien, né le 11 février 1986 à Quillota. Il évolue au poste de milieu défensif.

## Biographie

### En club
Francisco Silva évolue au Chili, en Espagne, en Belgique, au Mexique et enfin en Argentine.
Il dispute un total de 26 matchs en Copa Libertadores, pour deux buts inscrits. Ses buts sont inscrits en 2010 face à l'Universidad de Chile et contre l'équipe brésilienne de Flamengo. Il joue les quarts de finale de cette compétition en 2011 avec l'Universidad Católica, puis en 2018 avec le CA Independiente.
Il joue également 16 matchs en Copa Sudamericana, pour un but marqué. Il inscrit son seul but dans cette compétition en 2012 face au club brésilien de l'Atlético Goianiense. Cette saison-là, son équipe de l'Universidad atteint les demi-finales du tournoi, en étant éliminée par le club brésilien du São Paulo FC.
Durant le mercato estival 2014, Francisco Silva est prêté au Club Bruges avec option d'achat pour la saison. Il y rejoint son compatriote Nicolás Castillo. Il porte le numéro 5 au sein du club belge.
Avec Bruges, il participe à la Ligue Europa. Il joue sept matchs lors de ce tournoi. Il dispute notamment les quarts de finale face au club ukrainien du FK Dnipro.

### En équipe nationale
Francisco Silva reçoit 38 sélections en équipe du Chili entre 2007 et 2017, sans inscrire de but.
Il joue son premier match en équipe nationale le 9 mai 2007, en amical contre Cuba (victoire 3-0). Il doit ensuite attendre près de quatre ans avant de rejouer avec la sélection nationale.
Il participe avec l'équipe du Chili à la Copa América en 2011. Lors de cette compétition organisée en Argentine, il ne joue qu'une seule rencontre, face au Pérou. Le Chili s'incline en quart de finale face au Venezuela. 
Il dispute ensuite la Coupe du monde 2014 qui se déroule au Brésil. Lors de ce mondial, il joue trois matchs : deux en phase de poule, contre l'Espagne et les Pays-Bas, et enfin le huitième de finale perdu aux tirs au but face au pays organisateur.
En 2015, il dispute une deuxième Copa América. Lors de ce tournoi organisé dans son pays natal, il reste sur le banc des remplaçants lors des cinq premiers matchs. Il joue ensuite l'intégralité de la finale remportée aux tirs au but face à l'Argentine.
En 2016, il dispute sa troisième et dernière Copa América : la Copa América Centenario, compétition organisée pour la toute première fois aux États-Unis. Il reste sur le banc des remplaçants lors des rencontres de phase de poule. Il joue ensuite les phases à élimination directe, qui voit le Chili l'emporter une nouvelle en finale face aux Argentins, toujours aux tirs au but.
En 2017, il prend part à sa dernière grande compétition internationale : la Coupe des confédérations. Lors de ce tournoi organisé en Russie, il joue les quatre premiers matchs du Chili. Il doit en revanche se contenter du banc des remplaçants lors de la finale perdue face à l'Allemagne.
Il reçoit sa dernière sélection avec le Chili le 6 octobre 2017, contre l'Équateur. Ce match gagné 2-1 rentre dans le cadre des éliminatoires du mondial 2018.

## Palmarès

### En équipe nationale
- Chili
  - Vainqueur de la Copa América en 2015 et 2016
  - Finaliste de la Coupe des confédérations en 2017

### En club
- Universidad Católica
  - Champion du Chili en 2010 et 2019
  - Vainqueur de la Coupe du Chili en 2011

- Club Bruges KV
  - Vainqueur de la Coupe de Belgique en 2015 (ne joue pas la finale)